# Anglo-talijanski Liga kup
Anglo-talijanski Liga kup ili (eng. Anglo-Italian League Cup) je bilo nogometno natjecanje kratkoga vijeka između engleskih i talijanskih momčadi.

## Povijest
Natjecanje je počelo pod istim imenom Anglo-talijanski Liga kup, 1969., ali na natjecanju su mogli sudjelovati pobjednici Engleskog liga kupa i pobjednici natjecanja Coppa Italia. Igrala su se dva susreta, jedan kod kuće, jedan u gostima.
Natjecanje je trajalo tri sezone, a onda je ukinuto između 1972. – 1975.
Obnovljeno je 1975, ali ovaj put na natjecanje idu pobjednici FA kupa i pobjednici natjecanja Coppa Italia, ali je natjecanje kratko trajalo samo dvije sezone kada je konačno ukinito.

## Pobjednici
| Godina                     | Pobjednik         | Finalist        | 1. susret krajnji rezultat | 2. susret krajnji rezultat | Ukupno |
| 1969.                      | Swindon Town      | AS Roma         | 1:2                        | 4:0                        | 5:1    |
| 1970.                      | Bologna           | Manchester City | 1:0                        | 2:2                        | 3:2    |
| 1971.                      | Tottenham Hostpur | Torino          | 1:0                        | 2:0                        | 3:0    |
| 1972. – 1975. nije održano |                   |                 |                            |                            |        |
| 1975.                      | Fiorentina        | West Ham United | 1:0                        | 1:0                        | 2:0    |
| 1976.                      | Napoli            | Southampton     | 0:1                        | 4:0                        | 4:1    |

## Vanjske poveznice
- Anglo-talijanski Liga kup povijest iz RSSSF